# Star Trek: Into Darkness
Star Trek: Into Darkness is een Amerikaanse sciencefictionfilm uit 2013 geregisseerd door J. J. Abrams naar een scenario van Alex Kurtzman, Roberto Orci en Damon Lindelof. Het is de twaalfde Star Trekfilm voor in de bioscoop. Het is een vervolg op de film Star Trek uit 2009. Op 23 april 2013 ging de film in Sydney in première. De film werd vervolgens in de Verenigde Staten uitgebracht op 17 mei. In België en Nederland kwam de film respectievelijk op 5 en 6 juni van dat jaar in de zalen.

## Verhaal
De USS Enterprise bezoekt de planeet Nibiru om er een primitieve beschaving te observeren. Wanneer er een vulkaanuitbarsting dreigt en het leven van Spock in gevaar komt, geeft Kapitein James T. Kirk tijdens de reddingsactie zijn verscholen positie op tegenover de bewoners van de planeet en schendt daarmee de eerste richtlijn, namelijk het verbod om contact te maken met een primitieve beschaving. Na het incident wordt de Enterprise teruggeroepen naar de aarde, wordt Kirk gedegradeerd tot de rang van eerste officier en neemt Admiraal Christopher Pike opnieuw het commando over van de Enterprise.
De twee wonen een spoedvergadering bij op het hoofdkwartier van Starfleet nadat voormalig Starfleet-agent John Harrison een geheime locatie van de inlichtingendienst Sectie 31 gebombardeerd had. De vergadering wordt aangevallen door een klein oorlogsschip dat bestuurd wordt door Harrison. Pike en enkele andere belangrijke officieren worden bij de aanval gedood. Kirk neutraliseert de aanval, maar Harrison weet te ontsnappen. Na de dood van Pike wordt Kirk opnieuw kapitein van de Enterprise. Na de ontdekking dat Harrison is gevlucht naar Kronos, de Klingon-thuiswereld, krijgt Kirk de opdracht van admiraal Alexander Marcus om Harrison op te sporen. De Enterprise wordt uitgerust met 72 prototypes voor fotontorpedo's en de opdracht is deze af te vuren op de locatie van Harrison zodra hij is gevonden. Echter Scotty, Spock en Bones proberen Kirk te overtuigen om Harrison gevangen te nemen en niet te doden. Scotty neemt ontslag, omdat hij geen verantwoordelijkeid neemt voor de torpedo's, waarvan hem de werking niet wordt verteld. Pavel Chekov neemt de functie waar van hoofdwerktuigkundige.
Aangekomen bij Kronos gaan Kirk, Spock, Uhura en twee roodhemden op de planeet op zoek naar Harrison, maar ze worden omringd door Klingons. Harrison schakelt de Klingons uit en redt daarmee Kirk en de zijnen. Toch geeft hij zich over nadat hij verneemt hoeveel fotontorpedo's Sulu op hem heeft gericht. Terug op de Enterprise onthult Harrison zijn ware identiteit: Khan, een genetisch gemanipuleerde man met bovenmenselijke gaven die na een 300-jarige gecryoniseerde slaap werd gewekt door admiraal Marcus om geavanceerde wapens te ontwikkelen voor de oorlog tegen het Klingon-rijk. Binnenin de 72 torpedo's worden cryogene units gevonden met Khans 72 ingevroren medestanders.
De Enterprise wordt al snel onderschept door een slagschip van de Federatie, de USS Vengeance, ontworpen door Khan en onder bevel van admiraal Marcus. Marcus beveelt Kirk om Khan te laten gaan, maar Kirk weigert. De Enterprise reist met hoge snelheid naar de Aarde om Khan te laten berechten, maar de Enterprise, bijna aangekomen bij de Aarde, wordt aangevallen door de Vengeance. Met de Enterprise zwaar beschadigd, stelt Kirk voor om Khan en de 72 cryogene units te laten gaan in ruil voor het leven van zijn bemanning, maar Marcus weigert en beveelt de vernietiging van de Enterprise. De Vengeance lijdt plotseling een stroomstoring die veroorzaakt wordt door Montgomery Scott, die de Vengeance in de buurt van Jupiter had geïnfiltreerd, nadat hij de coördinaten volgde die Khan voorheen aan Kirk had gegeven. Kirk sluit een bondgenootschap met Khan en samen enteren ze de Vengeance, waar ze de controle overnemen op de brug. Khan verraadt Kirk en neemt de controle over van de Vengeance. Khan zegt tegen Marcus: "Je had me moeten laten slapen", waarna hij hem doodt.
Khan onderhandelt met Spock. Kirk en zijn team worden terug naar de Enterprise gestraald in ruil voor de 72 torpedo's. Echter nadat Spock van de oude Spock uit de parallelle tijd had gehoord dat Khan nooit is te vertrouwen, besluit hij de 72 torpedo's zonder de cryogene units en gereed om te detoneren, naar de Vengeance te sturen. De torpedo's schakelen de Vengeance uit en beide beschadigde schepen dalen af naar de aarde. Kirk slaagt erin om de warp-core van de Enterprise te herstellen, waardoor de bemanning de controle over het schip terugkrijgt, maar hij loopt daarbij een hoge dosis dodelijke straling op. De Vengeance crasht in het centrum van San Francisco, waar Spock Khan te voet opspoort. Dokter Leonard McCoys experiment op een tribble onthult dat Khans bloed Kirk zou kunnen redden. Ondertussen helpt Uhura een geagiteerde Spock met het gevangennemen van Khan.
Kirk wordt gered en keert terug als kapitein van de Enterprise. Khan wordt opnieuw in slaap gebracht in een verzegelde cryogene unit en opgeslagen met zijn 72 collega's. Aan het einde van de film wordt een herstelde Enterprise herdoopt en vertrekken Kirk & Co voor een vijfjarige missie.

## Rolverdeling

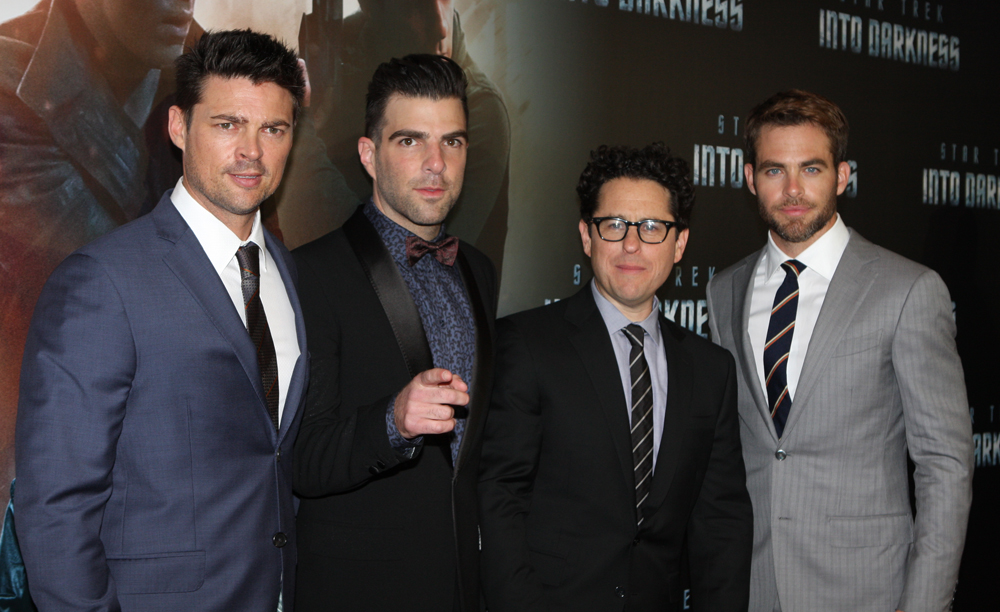
Tijdens de première van de film in Australië in april 2013 (van links naar rechts: Karl Urban, Zachary Quinto, J.J. Abrams en Chris Pine)

| Acteur               | Personage            |
| -------------------- | -------------------- |
| Chris Pine           | James T. Kirk        |
| Zachary Quinto       | Spock                |
| Benedict Cumberbatch | John Harrison / Khan |
| Alice Eve            | Dr. Carol Marcus     |
| Karl Urban           | Leonard McCoy        |
| Zoë Saldana          | Nyota Uhura          |
| Simon Pegg           | Montgomery Scott     |
| Anton Yelchin        | Pavel Chekov         |
| John Cho             | Hikaru Sulu          |
| Bruce Greenwood      | Christopher Pike     |
| Noel Clarke          | Thomas Harewood      |
| Nazneen Contractor   | Rima Harewood        |
| Peter Weller         | Admiral Marcus       |

## Productie
De opnames gingen van start op 12 januari 2012 en eindigden in mei van datzelfde jaar. Delen van de film werden opgenomen met een IMAX-camera. De film wordt uitgebracht in 3D. De opnames hadden plaats op verschillende locaties. Er werd gefilmd in Los Angeles en in de omgeving van het Lawrence Livermore National Laboratory in Livermore, alsook in de Paramount Studios in Hollywood, de Sony Pictures Studios in Culver City en de Crystal Cathedral in Garden Grove.

## Muziek
Componist Michael Giacchino is de hoofdverantwoordelijke voor de filmmuziek. Het is de vierde samenwerking van de componist met regisseur J.J. Abrams waaronder de Star Trekfilm uit 2009. Opnamesessies voor de muziek van de film vonden plaats op de Sony Scoring Stage in Culver City, Californië tussen 5 maart en 3 april 2013. Het album werd digitaal uitgebracht op 14 mei 2013 en op 28 mei 2013 door platenfirma Varèse Sarabande op de platenmarkt gebracht. Het bevat de originele Star Trekcompositie van Alexander Courage en Gene Roddenberry. Gary Lightbody van Snow Patrol en singer-songwriter Bo Bruce die deelnam aan The Voice UK, maakten samen het lied The Rage That's In Us All voor de film.